# Badeni

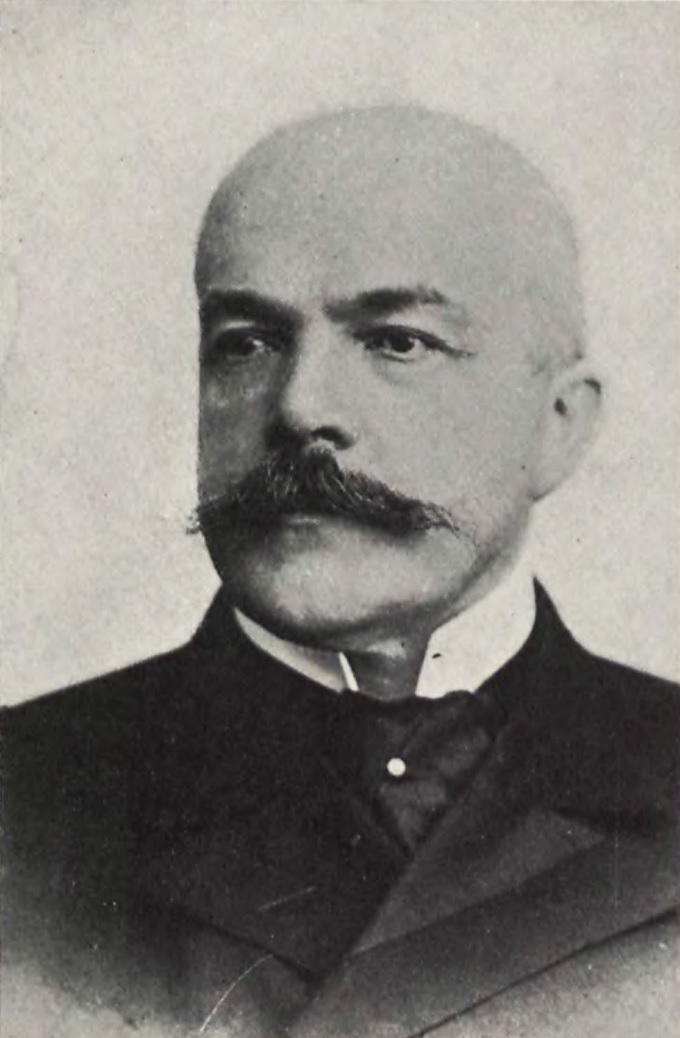
Kasimir von Badeni (1846-1909)

Badeni is een oorspronkelijk uit Moldavië, later Galicië (Centraal-Europa) afkomstig geslacht dat werd opgenomen in de Poolse adel en Oostenrijkse adel.

## Geschiedenis
De eerste vermelding van leden van dit geslacht dateert uit de 16e eeuw, aanvankelijk met de naam Badyni. Adelsverheffing vond plaats in 1543 met bevestiging in 1768. Oostenrijkse adelsverheffing vond plaats in 1784 met de titel van ridder. In 1823 volgde verlening van de titel van Pools graaf; deze tak is uitgestorven. Verlening van de Oostenrijkse titel van graaf vond plaats in 1846 en 1887 met benoeming tot erfelijk lid van het Oostenrijks Herenhuis.
In 2003 leefden er nog twee manneijke telgen: de chef de famille en diens zoon.

## Enkele telgen

### Tak Surochów
Kasimir graaf Badeni, heer van Surochów, enz.  (1792-1845), opgenomen in de Oostenrijkse gravenstand in 1846, Galicisch hofdienaar
- Ladislaus graaf Badeni, heer van Surochów, enz. (1819-1888), keizerlijk en koninklijk kamerheer
  - Kasimir Felix graaf Badeni, heer van Surochów, enz. (1846-1909), keizerlijk en koninklijk kamerheer, Geheimraad en minister-president van Cisleithanië
    - Ludwig graaf Badeni (1873-1916), keizerlijk en koninklijk kamerheer, legatieraad

  - Dr. Stanislaus graaf Badeni (1850-1912), keizerlijk en koninklijk kamerheer, Geheimraad en lid van het Oostenrijks Herenhuis
    - Dr. Stanislaus graaf Badeni (1877-1943), keizerlijk en koninklijk kamerheer en erfelijk lid van het Oostenrijks Herenhuis
    - Dr. Heinrich graaf Badeni (1884-1943), domheer van Lemberg
    - Stephan graaf Badeni (1885-1961)
      - Johann graaf Badeni (1921-1995), Brits majoor, sheriff van Wiltshire
        - Michael graaf Badeni (1958), broker en chef de famille
          - Alexander graaf Badeni (1988), vermoedelijke opvolger als chef de famille

### Tak Branice
Stanislaus graaf Badeni, heer van Branice, enz. (1834-1910), opgenomen in de Oostenrijkse gravenstand in 1887
- Martin graaf Badeni (1882-1930), brouwerijdirecteur
  - Stanislaus graaf Badeni (1916-1987), Pools luitenant, technisch tekenaar, laatste telg van deze tak